# Otto Koischwitz
Max Otto Koischwitz (* 19. Februar 1902 in Jauer; † 31. August 1944 in Berlin) war ein deutsch-amerikanischer Literaturwissenschaftler in New York und Radiomoderator des Großdeutschen Rundfunks.

## Leben
Otto Koischwitz studierte in Berlin und trat dort dem Wingolf bei. 1925 wurde er mit einer Arbeit über „Der Theaterherold im deutschen Schauspiel des Mittelalters und der Reformationszeit“ promoviert. Anschließend arbeitete er in den Vereinigten Staaten als Professor für Drama und Literatur am Hunter College der City University of New York und an der Columbia University.
Er publizierte in den Vereinigten Staaten einige Bücher zum Lernen und Verständnis der deutschen Sprache, so die Deutsche Fibel (1932), ein Bilderlesebuch (1933) und eine Einführung in wissenschaftliches Deutsch. Seine Lehrbücher wurden häufig verwendet, da Vokabeln und grammatische Konstruktionen einfach erklärt waren und dem Leser auf den Kontext bezogenes, deduktives Lernen ermöglichten.
Koischwitz wurde zunehmend in die ideologischen Auseinandersetzungen seiner Zeit hineingezogen. Am 20. Dezember 1933 schrieb er an Friedrich Possekel (Direktor der Deutschen Buchgemeinschaft in Berlin) über das Leben deutscher Emigranten in den Vereinigten Staaten: „Ich bin jetzt öfters mit George Grosz zusammen“, der „von Unterricht an reiche Nichtstuer und ihre Frauen und Töchter“ lebt. Er schrieb über Heinrich Mann, der „Literaturprofessor in Princeton geworden (ist), wo die Söhne des amerikanischen Großkapitals, der Schwerindustrie u. Hochfinanz studieren“ und über Albert Einstein der „Violinkonzerte (gibt), ($ 25 der billigste Platz)“ und schließt mit „Es ist viel unfreiwillige Komik in der ganzen Tragödie“.
1938 erhielt Koischwitz die amerikanische Staatsbürgerschaft, propagierte aber in seinen Lehrveranstaltungen vermehrt Rassenvorstellungen des Nationalsozialismus, so dass das Hunter College ihn im Herbst 1939 wegen Antisemitismus freistellte („leave of absence“).

### Zweiter Weltkrieg
Koischwitz kündigte im Januar 1940, verzichtete auf seine US-Staatsbürgerschaft und zog nach Berlin. Ab Frühjahr 1940 sendete er als Mister O. K. und Doctor Anders englischsprachige Propagandasendungen über den deutschen Sender Bremen. Nach Aussagen von Mildred Gillars in ihrem Nachkriegsprozess förderte er sie gegen Widerstände im Propagandaministerium als Rundfunksprecherin. Beide hatten eine Affäre am New Yorker Hunter College und lebten in Berlin zusammen. Gemeinsam sprachen sie während des Afrikafeldzuges mit der Serie The Home Sweet Home Hour über Tunis die alliierten Soldaten an. Die Sendungen waren in ganz Europa, Nordafrika und den Vereinigten Staaten über Kurzwelle zu hören.
1943 wurde Otto Koischwitz in den Vereinigten Staaten wegen Hochverrats angeklagt. Nach FBI-Unterlagen lebten Angehörige von ihm (Stella, Renata und Helen Koischwitz) in den Vereinigten Staaten bei dem Literaturwissenschaftler Harry Eisenbrown (Die Verwendung der Tiernamen in der Sprache der englischen Technik). Sie standen wegen „Alien Property Custodian Matters“ (Überwachungsangelegenheiten betreffs Grundstücken von Ausländern) unter Beobachtung.
Otto Koischwitz arbeitete bis zu seinem Tod für den Reichsrundfunk. 1944 starb er in einem Berliner Krankenhaus an Tuberkulose.

## Schriften
- Deutsche Fibel. New York. Crofts & Co. 1932.
- Bilderlesebuch. New York. Crofts & Co. 1933.
- Introduction to scientific German, F.S. Crofts & Co., New York 1935.
- Farmer Hildebrand. Eine Pennsylvanische Erzählung, Die Brücke zur Heimat, Berlin 1936.
- (Hrsg.): Deutsches Geistesleben der Gegenwart. An Introduction to Contemporary German Literature, F.S. Crofts & Co., New York 1938 [recte 1928]. (Laut Vorw. die erste Anthologie deutscher Literatur auf wissenschaftlicher Grundlage in den USA.)
- Paul and Purifax. J. B. Lippincott, 1938.
- Zs. m. Friedrich Schönemann u. a.: Kultur in USA. Die Wirklichkeit eines Massenwahns, Junker und Dünnhaupt, Berlin 1943.
- O’Neill. Neue Dt. Forschungen, Abt. Amerikan. Lit.- u. Kulturgesch., 5, Bd. 169. Berlin Junker und Dunnhaupt Verlag, 1938. pp. 136–145